# Lycosoides
Genre
Lycosoides est un genre d'araignées aranéomorphes de la famille des Agelenidae.

## Distribution
Les espèces de ce genre se rencontrent dans le bassin méditerranéen jusqu'au Caucase.

## Liste des espèces
Selon World Spider Catalog (version 26,21/04/2025) :
- Lycosoides caparti (de Blauwe, 1980)
- Lycosoides coarctata (Dufour, 1831)
- Lycosoides crassivulva (Denis, 1954)
- Lycosoides flavomaculata Lucas, 1846
- Lycosoides incisofemoralis Bosmans, 2022
- Lycosoides instabilis (Denis, 1954)
- Lycosoides kabyliana Bosmans, 2022
- Lycosoides leprieuri (Simon, 1875)
- Lycosoides murphyorum Bosmans, 2022
- Lycosoides parva (Denis, 1954)
- Lycosoides robertsi Bosmans, 2022
- Lycosoides saiss Bosmans, 2022
- Lycosoides taghzout Lecigne, 2025
- Lycosoides toubkal Lecigne, 2025
- Lycosoides variegata (Simon, 1870)

## Systématique et taxinomie
Ce genre a été décrit par Lucas en 1846. Il est placé en synonymie avec Textrix par Simon en 1875. Il est relevé de synonymie par Lehtinen en 1967.

## Publication originale
- Lucas, 1846 : « Histoire naturelle des animaux articules. » Exploration scientifique de l'Algérie pendant les années 1840, 1841, 1842 publiée par ordre du Gouvernement et avec le concours d'une commission académique, Paris, Sciences physiques, Zoologie, vol. 1, p. 89-271.